# Baldo de Ubaldo
Baldo de Ubaldo (em latim: Baldus de Ubaldis; em italiano: Baldo degli Ubaldi; Perúgia, 2 de outubro de 1327 — Pavia, 28 de abril de 1400) foi um jurista italiano da escola dos comentadores, aluno de Bártolo de Sassoferrato e professor de direito nas universidades de Bolonha, Perúgia, Pisa, Florença, Pádua e Pavia.

## Biografia
Membro da família nobre dos Ubaldi (Baldeschi), Baldo nasceu em Perúgia em 1327 e estudou direito romano-germânico, nessa mesma cidade, sob a orientação de Bártolo de Sassoferrato, tendo alcançado o grau de doutor de direito romano-germânico com a idade de dezessete anos. É dito que Frederico Petrucci de Siena foi o professor, que lhe ensinou direito canônico.
Após completar seu doutorado, Baldo foi para Bolonha, onde lecionou direito por três anos, após o que conseguiu uma cátedra em Perúgia, onde permaneceu por trinta e três anos. Posteriormente, ensinou direito nas universidades de Pisa, Florença, Pádua e Pavia, que rivalizavam na época com a Universidade de Bolonha. Durante seu período em Pavia, chegou algumas vezes a ensinar também em Placência. Morreu em Pavia em 28 de abril de 1400.
Baldo foi professor de Pierre Roger de Beaufort, que se tornou mais tarde papa sob o título de Gregório XI, e cujo sucessor imediato, o Papa Urbano VI, convocou Baldo para Roma, em 1380, a fim de que este o auxiliasse em sua causa contra o antipapa Clemente VII. O ponto de vista de Baldo sobre as questões legais relativas ao Grande Cisma do Ocidente está estabelecido na chamada Questio de schismate. O cardeal Francesco Zabarella e Paulus Castrensis também estão entre seus alunos.

## Obras

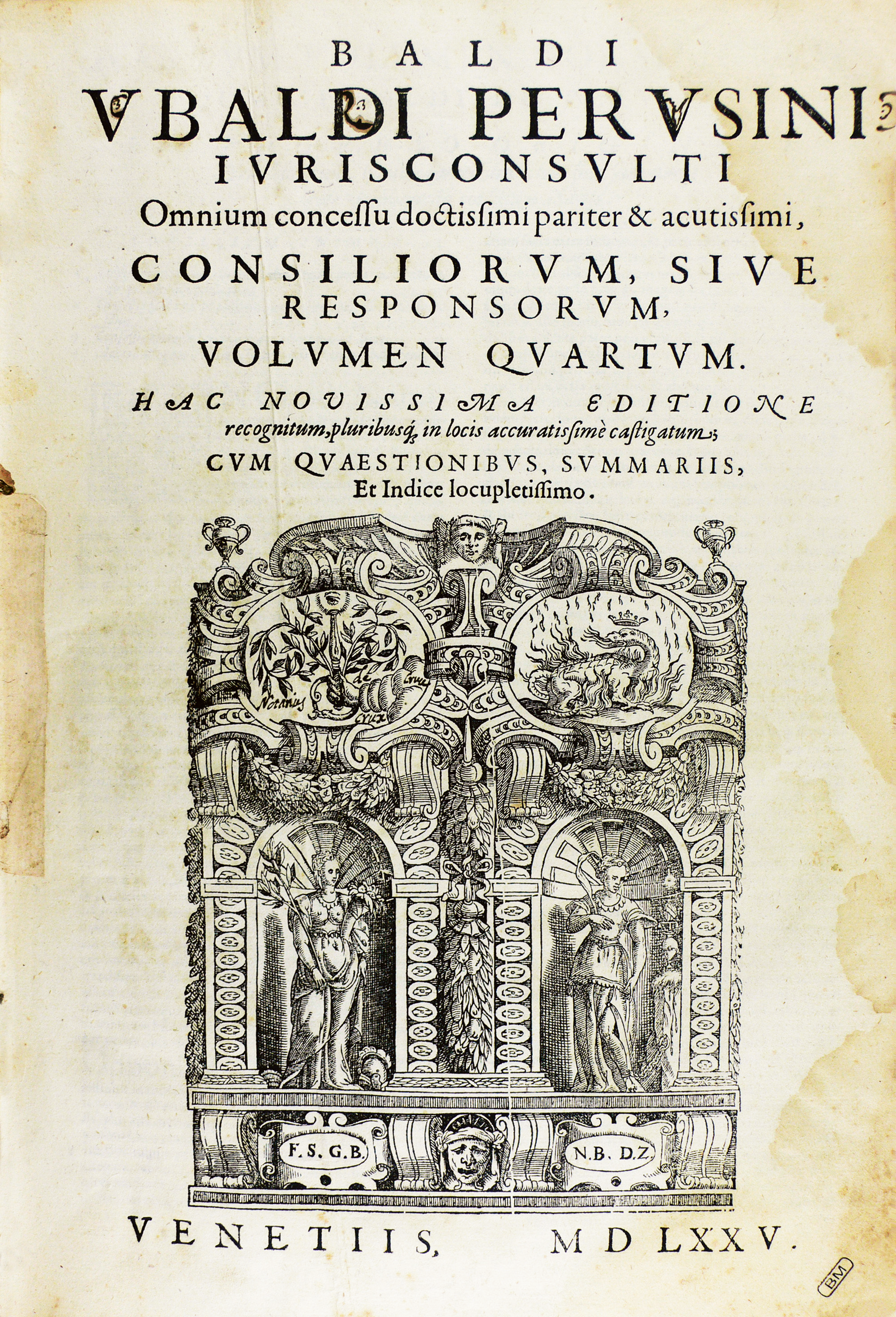
Consiliorum, siue responsorum, 1575

Muitas das obras de Baldo estão incompletas. Ele deixou comentários volumosos sobre o Digesto e o Código de Justiniano. Seu Comentário sobre o Libri Feudorum, uma compilação do século XII de disposições do direito feudal, é considerado um dos seus melhores trabalhos. Ele também fez comentários sobre as compilações de decretais do direito canônico, o Liber Extra e o Liber Sextus. Além destes comentários, Baldo escreveu uma série de tratados sobre temas jurídicos especializados. Seu grande esforço, entretanto, foi escrever cerca de 3 000 consilia (opiniões legais). Nenhum outro advogado medieval tem tantas consilia preservadas.
A obra de Baldo sobre a lei da evidência e as gradações da prova foi o ponto alto do pensamento medieval na disciplina e permaneceu o tratamento padrão do assunto durante séculos.

## Família
Baldo teve dois irmãos, Angelus (1328–1407) e Petrus (1335–1400). É provavelmente devido à confusão entre Baldo (Baldus) e seu irmão Petrus que o nome do jurista famoso às vezes é dado como Petrus Baldus de Ubaldo.